# Tatarenda Nuevo
Tatarenda Nuevo ist eine Ortschaft im Departamento Santa Cruz im südamerikanischen Anden-Staat Bolivien.

## Lage
Tatarenda Nuevo ist drittgrößte Ortschaft im Kanton Ipitá im Municipio Gutiérrez in der Provinz Cordillera. Die Ortschaft liegt auf einer Höhe von 717 m in einer langgestreckten Schwemmlandebene am Ostrand der Serranía Pirirenda, einer der bolivianischen Voranden-Ketten. Direkt östlich von Tatarenda Nuevo befindet sich die knapp 6 km² große Laguna Tatarenda, ein abflussloser stark salz- und schwefelhaltiger See, dessen Wasser weder zum Baden noch zur Trinkwasserversorgung genutzt werden kann. 

## Geographie
Tatarenda Nuevo liegt am Westrand des bolivianischen Tieflands zwischen den Vorgebirgsketten der östlichen Cordillera Oriental und der Cordillera Central. Das Klima ist subtropisch und semihumid, die Temperaturen schwanken im Tagesverlauf und im Jahresverlauf nur begrenzt.
Die Jahresdurchschnittstemperatur beträgt knapp 23 °C, mit monatlichen Durchschnittstemperaturen zwischen 18 °C im Juni und Juli und über 25 °C von November bis Januar (siehe Klimadiagramm Gutiérrez). Der Jahresniederschlag beträgt knapp 750 mm, der Trockenzeit von Mai bis Oktober steht eine ausgeprägte Feuchtezeit von November bis April gegenüber, in der die durchschnittlichen Monatswerte 130 bis 140 mm erreichen.

## Verkehrsnetz
Tatarenda Nuevo liegt in einer Entfernung von 175 Straßenkilometern südlich von Santa Cruz, der Hauptstadt des gleichnamigen Departamentos.
Von Santa Cruz führt die asphaltierte Nationalstraße Ruta 9 in südlicher Richtung über Cabezas und Ipitá nach Tatarenda Nuevo und weiter über Gutiérrez, Boyuibe und Villamontes nach Yacuiba an der bolivianischen Grenze zu Argentinien.
Dreißig Kilometer südlich von Tatarenda Nuevo zweigt in Ipitá die unbefestigte Ruta 22 in nördlicher Richtung von der Ruta 9 ab und führt über 250 Kilometer auf dem Weg über Masicurí und Vallegrande nach Mataral in der Provinz Florida.

## Bevölkerung
Die Einwohnerzahl der Ortschaft ist in den vergangenen beiden Jahrzehnten nur geringfügig angestiegen:
| Jahr | Einwohner | Quelle       |
| ---- | --------- | ------------ |
| 1992 | 302       | Volkszählung |
| 2001 | 393       | Volkszählung |
| 2012 | 322       | Volkszählung |
| 2024 |           | Volkszählung |

Die Region weist einen hohen Anteil an Guaraní-Bevölkerung auf, im Municipio Gutiérrez sprechen 77,3 Prozent der Bevölkerung die Guaraní-Sprache.